# Stefan Pettersson (fotbollsspelare)
För andra betydelser, se Stefan Pettersson.
Stefan Bengt Pettersson, född 22 mars 1963 i Västerås, är en svensk före detta fotbollsspelare.

## Klubblagskarriär
Pettersson är son till fotbollsspelaren Bengt Pettersson. Efter moderklubben IFK Västerås började Pettersson sin allsvenska karriär 1982 i IFK Norrköping. Laget åkte överraskande ur allsvenskan samma år, men Pettersson var med och förde IFK Norrköping tillbaka till allsvenskan igen, innan han som 21-åring lämnade för IFK Göteborg mitt under säsongen sommaren 1984. Under de följande fyra åren var han med om att vinna två SM-guld, 1984 och 1987. Pettersson spelade med IFK Göteborg när de nådde semifinal i Europacupen 1986 när de blev utslagna av FC Barcelona, och var året därpå med när IFK Göteborg vann Uefacupen 1987, där Pettersson nickade in segermålet i den första matchen av dubbelmötet med skotska Dundee United.
Sommaren 1988 köptes han av AFC Ajax, där även den före detta IFK Göteborg-spelaren Peter Larsson spelade som mittback. Pettersson gjorde mål direkt i debuten mot Fortuna Sittard.
Under de sex säsonger Pettersson spelade i den nederländska storklubben, med tröjnummer 9, var han med om att vinna Eredivisie två gånger, 1990 och 1994, samt KNVB Cupen 1993. Ajax vann även Uefacupen 1992 under Louis van Gaals ledning. I finalen väntade Torino och första matchen på bortaplan slutade 2–2 (Ajax mål gjordes av Wim Jonk samt Stefan Pettersson på straff). Returen blev mållös och Ajax tog hem UEFA-cuptiteln tack vare fler gjorda bortamål.
1992-93 gjorde Pettersson sin målmässigt bästa säsong i Ajax med 19 ligamål vilket gav en fjärdeplats i skytteligan.1993 tog Ajax hem segern i den holländska cupen efter seger med 6–2 över SC Heerenveen i finalen, där Pettersson var en av målskyttarna.
Ajax tog sin 24:e ligatitel säsongen 1993/94. Laget slutade tre poäng före Feyenoord och Pettersson gjorde 11 mål under sin sista säsong med Ajax. Han blev en väldigt uppskattad och hyllad spelare i klubben, och 2017 gavs Petterssons biografi ut i Nederländerna.
Sommaren 1994 återvände Pettersson till Sverige och IFK Göteborg där han var med om att vinna ytterligare tre SM-guld; 1994 (Pettersson blev mästare i två klubbar samma år), 1995 samt 1996. Han var även viktig för IFK Göteborg i Uefa Champions League där klubben nådde till kvartsfinal mot Bayern München 1995.
Pettersson röstades fram som Folkets lirare vid Fotbollsgalan 1997.
Karriären tog slut efter en en återkommande korsbandsskada. 8 november 1998 i en match mot Öster i den sista omgången av Fotbollsallsvenskan, blev hans sista match. 1999 meddelade han, som 36-åring, att karriären var över.

## Landslagskarriär
Pettersson spelade 31 matcher för det svenska A-landslaget. Han debuterade som 20-årig IFK Norrköping-spelare 19 november 1983 i en träningslandskamp mot Barbados.  I VM 1990 ersatte han Mats Magnusson i andra halvlek mot Brasilien, och fick starta den andra gruppspelsmatchen mot Skottland. Han gjorde fyra mål i landslaget vilka de tre första kom i träningslandskamper. 7 oktober 1992 gjorde Pettersson sitt fjärde och sista mål i landslaget i VM-kvalmatchen mot Bulgarien på Råsunda. Hans sista landskamp blev ett inhopp i VM-kvalmatchen mot Frankrike 28 april 1993.
Det är anmärkningsvärt att Pettersson gjorde så få landskamper, framförallt efter framgångarna i Ajax, men han har själv erkänt att han aldrig gjorde sina bästa matcher när han väl fick chansen. Han var även tvungen att tacka nej till en del landskamper på grund av återkommande skador.

## Efter fotbollskarriären
Efter fotbollskarriären arbetade Pettersson bland annat med att sälja konstgräs och anordna företagsevent samt några år på John Bauers fotbollsgymnasium och sedan i agentbranschen.  År 2005 skrev Pettersson på som tränare för division 2-klubben IFK Österåker.  2017 utsågs Pettersson till landslagschef hos Svenska Fotbollförbundet.

## Meriter

### Klubblag
IFK Göteborg
- Allsvenskan: 1984, 1987, 1994, 1995, 1996
- Uefacupen: 1987

Ajax
- Eredivisie: 1990, 1994
- Nederländska cupen: 1993
- Uefacupen: 1992

### Landslag
Sverige
- A-landskamper: 31 (4 mål)
- VM-slutspel: 1990

## Övrigt
- Pettersson blev utsedd till Folkets Lirare på Fotbollsgalan 1997.
- Han är sedan 2018 landslagschef för Svenska Landslaget[18]
- Hans far, Bengt Pettersson, spelade bland annat i AIK och landslaget.
- Petterssons son Johan Pettersson, är en tidigare allsvensk fotbollsspelare i Gais.